# Barbara Morrison
Barbara Morrison (Ypsilanti, 1949. szeptember 10. – Los Angeles, 2022. március 16.) amerikai dzsesszénekesnő.

## Pályafutása
A michigani Romulusban nevelkedett. Tízéves korában évesen rögzítették első rádiós szereplését Detroitban. 1973-ban Los Angelesbe költözött és Eddie Vinson együttesében énekelt. Az 1970-es években, majd az 1990-es évek elején több albumot is rögzített Johnny Otisszal. 1986-ban a Philip Morris Superbanddal turnézott Kanadában, Ausztráliában, Japánban és a Fülöp-szigeteken – ahol Jimmy Smith jazz orgonistával zenélt, James Moody szaxofonos, Kenny Burrell gitáros és Jon trombitás, Faddis és Grady Tate (dobok) mellett.
1986-ban a Philip Morris Superbanddal turnézott Kanadában, Ausztráliában, Japánban és a Fülöp-szigeteken – ahol Jimmy Smith jazz orgonistával zenélt, James Moody szaxofonos, Kenny Burrell gitáros és Jon trombitás, Faddis és Grady Tate (dobok) mellett.
Egy 33 városból álló turnén is énekelt Harold Arlen zeneszerző tiszteletére. 1995-ben ott volt a televízióban Ella Fitzgerald előtt tisztelegve Mel Torméval, Dianne Reevesszel, Stevie Wonderrel, Chaka Khannal, Tony Bennettel, Dionne Warwickkal és Lou Rawls-szal együtt.
Morrison dolgozott Gerald Wilsonnal, Dizzy Gillespie-vel, Ray Charles-lal, Ron Carterrel, Etta James-szel, Esther Phillips-szel, Kenny Burrell-lel, Terence Blancharddal, Joe Sample-vel, Cedar Waltonnal, Nancy Wilsonnal, Joe Williams-szel, Tony Bennettel, Keb’ Mo’-val..., stb. Fellépett a Montreux Jazz Fesztiválon, Nizzában, Poriban, Carnegie Hallban, Északi-tengeren, Darling Harbourban, Sydney Operaházban, Montereyben, Long Beachen.
2022 márciusában szív- és érrendszeri betegségekben halt meg, 72 éves korában.

## Lemezek
- Love Is a Four-Letter Word (& the Leslie Drayton Orchestra) (1984)
- Love'n You (& Joe Sample, David T. Walker, Wilton Felder) (1990)
- Doing All Right (1992, 1995)
- Blues for Ella: Live (& the Thilo Berg Big Band) (1993, 1995)
- I Know How to Do It ( 1996, 1997)
- I'm Gettin' 'Long All Right (1997)
- Visit Me (Chartmaker, 1999)
- Ooh-Shoobie-Doo! (& Johnny Otis & his band) (2000)
- Live Down Under (2000)
- Thinking of You, Joe (2002)
- Live at the 9:20 Special (& Danny Caron, Ruth Davies, Charles McNeal, John Haynes, Steve Campos, John R. Burr) (2002)
- Barbara Morrison (2003)
- Live at the Dakota (& Junior Mance, Earl May, Jackie Williams, Houston Person) (2005)
- Los Angeles, Los Angeles, The City by the Sea (CD single; 2 songs) (2008)
- By Request: Volume One (2011)
- By Request: Volume Two (2011)
- A Sunday Kind of Love (& Houston Person) (2013)
- I Love You, Yes I Do (& Houston Person) (2014)
- The L.A. Treasures Project: Live at Alvas Showroom (2014)
- I Wanna Be Loved (& Houston Person) (2017)
- Warm & Cozy (& Stuart Elster) (Barbara Morrison Productions, 2021)